# Flossenfleck-Umber

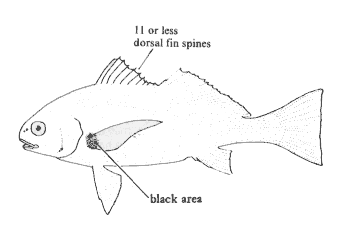
Schwarzer Fleck an der Basis der Brustflossen des Flossenfleck-Umbers

Der Flossenfleck-Umber (spotfin croaker, Roncador stearnsii) ist eine der sechs Arten der Umberfische, die an der Westküste der USA vorkommen. Er ist die einzige Art der monotypischen Gattung Roncador.
Der wissenschaftliche Gattungsname Roncador, von Jordan und Gilbert 1880 eingeführt, bedeutet ähnlich wie der englische Name croaker ein (beim Fang) raue Töne von sich gebendes Tier; roncador ist die spanische (nicht latinisierte) Form des griechischen ρέγκων „Schnarcher“; der Artname ehrt den US-amerikanischen Fisch-Sammler Silas Stearns (1859–1888) aus Pensacola in Florida. Ursprünglich wurde der Fisch als Corvina (eine mittlerweile völlig aufgelöste Gattung) beschrieben, ist also etwa mit Sciaena umbra (Meerrabe) verwandt.

## Merkmale
Der Flossenfleck-Umber wird 70 cm lang und fast 5 kg schwer – er ist dann ca. 15 Jahre alt. Die schwarze Basis der Brustflosse ist eine von mehreren ähnlichen Möglichkeiten der Augentarnung, vgl. Augenfleck-Umber, Weißer Umber u. a.
Flossenformel: D1 IX-X, D2 I/~23, A II/10; Seitenlinien-Schuppen: 63. Keine Bartel.

## Lebensraum
Der Fisch lebt in kleinen Gruppen an der Westküste Niederkaliforniens, nach Norden etwa bis Santa Barbara über Sandboden bis in etwa 15 m Tiefe, wo er nachts hauptsächlich hartschalige benthische Wirbellose wie Muscheln, Krabben und andere Krebstiere frisst. Tagsüber findet man ihn bei Felsen, Pfosten, Einlässen, auch ganz im Seichten.
Meist schwimmt er in kleineren Schulen, in der Paarungszeit finden sich große Gruppen zusammen. Die Eier und Larven entwickeln sich pelagisch und werden durch die Meeresströmung verbreitet.

## Sonstiges
„Roncador“ (wie auch "Croaker", „Queenfish“, „Drum“ u. a.) hießen und heißen auch etliche konventionelle wie auch Atom-U-Boote der US-Marine (wahrscheinlich gilt Analoges noch für ähnliche Fahrzeuge anderer Nationalität). Damit wird in verschleiernder Weise zum Ausdruck gebracht, dass die Motorgeräusche mit den von den Fischen produzierten in verschiedener Weise „interferieren“: etwa, indem diese (angeblich) zur Tarnung genutzt wurden. Genaueres ist darüber nicht in gesicherte Erfahrung zu bringen, aber zumindest, dass diese Fische (wie auch viele andere Tiere) durch Motorenlärm allgemein mehr und mehr gestört werden, ist längst ein Gemeinplatz (akustische Umweltverschmutzung).